# ГЕС Aguacate
ГЕС Aguacate — гідроелектростанція на півдні Домініканської Республіки. Знаходячись між ГЕС Jiguey (вище по течії) та ГЕС La Valdesia, входить до складу каскаду на річці Нізао, яка дренує південний схил Кордильєри-Сентраль та впадає у Карибське море за три десятки кілометрів на південний захід від столиці країни Санто-Домінго.
У межах проєкту річку перекрили бетонною гравітаційною греблею висотою 51,5 метра, довжиною 194 метри та товщиною від 10 (по гребеню) до 18 (по основі) метрів. Вона утримує невелике водосховище з площею поверхні 0,35 км2 та об'ємом 4,3 млн м3 (корисний об'єм 1,46 млн м3), в якому припустиме коливання рівні поверхні в операційному режимі між позначками 324 та 329 метрів НРМ.
Від греблі прокладено дериваційний тунель довжиною 10,8 км з діаметром 4,35 метра, який переходить у напірний водовід довжиною 0,2 км з діаметром 3,4 метра.
Машинний зал станції обладнали двома турбінами типу Френсіс потужністю по 26 МВт, які при напорі у 139 метрів забезпечували виробіток на рівні 171 млн кВт·год електроенергії на рік. У кінці 2007 року Домініканська Республіка постраждала внаслідок проходження ураганів Noel та Ольга, зокрема значні пошкодження отримала ГЕС Aguacate. Її повернули до експлуатації у 2012 році після масштабних робіт, які включали також модернізацію гідроагрегатів з нарощуванням потужності кожного до 30 МВт. Очікується, що це також збільшить річний виробіток до 200 млн кВт·год.
Відпрацьована вода повертається до Нізао.
Видача продукції відбувається по ЛЕП, розрахованій на роботу під напругою 138 кВ.